# Igreja de São João de Deus (Chaves)
A Igreja de São João de Deus situa-se na atual freguesia de Madalena e Samaiões, em Chaves, tendo sido construida junto ao então Hospital Real.
Foi construída na época de D. João V, em brilhante barroco, cujo projecto é atribuído ao coronel Tomé de Távora e Abreu, engenheiro militar flaviense do primeiro quartel do século XVIII.